# Gran Premio Gran Criterium
El Gran Premio Gran Criterium es una carrera clásica de caballos que se disputa en el Hipódromo de San Isidro, sobre pista de césped, y convoca a potrillos de 2 años, sobre la distancia de 1600 metros. Está catalogado como un certamen de Grupo 1 en la escala internacional y es parte del proceso selectivo de productos, camino a los clásicos máximos para machos jóvenes como el Gran Premio Dos Mil Guineas y el Gran Premio Jockey Club.
Se realiza junto al Gran Premio 25 de Mayo y ocupa, junto al Gran Premio de Potrancas (misma condición, pero para hembras), el lugar estelar de la reunión del día. Debido a la degradación de los clásicos Eliseo Ramírez (para potrancas) y Raúl y Raúl E. Chevalier (para potrillos), de Grupo 1 a Grupo 2, el Gran Premio de Potrancas y el Gran Premio Gran Criterium son los primeros clásicos del año en el máximo nivel que tienen los productos sobre pista de césped.

## Últimos ganadores del Gran Criterium
| Año  | Ganador              | País | Jockey               | País | Padre          | País | Madre             | País | Criador                                        | Caballeriza               | Colores            |
| ---- | -------------------- | ---- | -------------------- | ---- | -------------- | ---- | ----------------- | ---- | ---------------------------------------------- | ------------------------- | ------------------ |
| 2025 | Ardiendo             |      | Eduardo Ortega Pavón |      | Remote         |      | Albinia           |      | Haras Las Retamas                              | San Isidoro               |                    |
| 2024 | Earth God            |      | Francisco Gonçalves  |      | Cosmic Trigger |      | Earthsine         |      | Haras Abolengo                                 | Grupo 4                   |                    |
| 2023 | Unico Happy          |      | Martín Valle         |      | Hi Happy       |      | Union Sovietica   |      | Haras La Providencia                           | Haras El Ángel De Venecia |                    |
| 2022 | Star Galan           |      | William Pereyra      |      | Galan De Cine  |      | Geneatica         |      | Daniel Mautone                                 | Egalite De 9              |                    |
| 2021 | Shy Friend           |      | Juan Carlos Noriega  |      | Equal Stripes  |      | Shy Darling       |      | Haras Abolengo                                 | Carmel                    |                    |
| 2020 | No hubo por pandemia |      |                      |      |                |      |                   |      |                                                |                           |                    |
| 2019 | Ivar                 |      | José Da Silva        |      | Agnes Gold     |      | May Be Now        |      | Extranjero                                     | Stud Rdi                  | Horse racing silks |
| 2018 | Tremendo Tordo       |      | Wilson Moreyra       |      | Hurricane Cat  |      | Campi di Roma     |      | Haras El Mallín                                | Xallas                    | Horse racing silks |
| 2017 | Grito de Amor        |      | Gerónimo García      |      | Emperor Jones  |      | Gritela           |      | Haras El Chichino                              | Patero                    | Horse racing silks |
| 2016 | Hat Puntano          |      | Adrián Giannetti     |      | Hat Trick      |      | Stormy Pursuer    |      | Haras La Biznaga                               | Las Monjitas              | Horse racing silks |
| 2015 | Willander            |      | Eduardo Ortega Pavón |      | Sigfrid        |      | Wiki              |      | Haras El Doguito                               | El Doguito                | Horse racing silks |
| 2014 | Seattle Mat          |      | Jorge Ruíz Díaz      |      | Seattle Fitz   |      | Music Parade      |      | Haras Firmamento                               | De Galera                 | Horse racing silks |
| 2013 | Gracias Román        |      | Juan Carlos Noriega  |      | Alrassaam      |      | La Intérprete     |      | Haras Centauro, Juan José y Juan Ángel Corraro | Los Cozacos               | Horse racing silks |
| 2012 | Winning Prize        |      | Jorge Ricardo        |      | Pure Prize     |      | Winning Ways      |      | Haras de la Pomme                              | Los Nelson                | Horse racing silks |
| 2011 | Escape of Glory      |      | Adrián Giannetti     |      | Lode           |      | Escarlatte        |      | Haras Santa María de Araras                    | El Gusy                   | Horse racing silks |
| 2010 | Malhechor Int        |      | Horacio Betansos     |      | Gradepoint     |      | Vendimia Pin      |      | Haras Caryjuan                                 | El Zorro                  | Horse racing silks |
| 2009 | Enak                 |      | Damián Ramella       |      | Orpen          |      | Enfeite           |      | Haras La Providencia                           | La Providencia            | Horse racing silks |
| 2008 | Flag Francés         |      | José Ricardo Méndez  |      | Flag Down      |      | Potrafras         |      | Haras La Madrugada                             | F.B.F.                    | Horse racing silks |
| 2007 | Morador Llers        |      | José Ricardo Méndez  |      | Llers Fitz     |      | Inevitable        |      | Haras El Paraíso                               | Las Hormigas              | Horse racing silks |
| 2006 | Husson               |      | Gustavo Calvente     |      | Hussonet       |      | Villa Elisa       |      | Haras Firmamento                               | Gladiador                 | Horse racing silks |
| 2005 | El Fanfante          |      | José Ricardo Méndez  |      | Missionary     |      | La Flautista      |      | Haras Las Camelias                             | Las Hormigas              | Horse racing silks |
| 2004 | Frugal Lark          |      | Juan Carlos Noriega  |      | Candy Stripes  |      | Ruranga           |      | Nipral International S.A.                      | Doña Ana                  | Horse racing silks |
| 2003 | Cacht Wells          |      | Miguel Sarati        |      | Poliglote      |      | Cacht Fitz        |      | Haras Firmamento                               | Doña Ana                  | Horse racing silks |
| 2002 | Eddington            |      | Ángel Ramírez        |      | Contested Bid  |      | Tipsy             |      | Haras Río Claro                                | Río Claro                 | Horse racing silks |
| 2001 | Lac Azur             |      | Jacinto Herrera      |      | Mutakddim      |      | La Costa Azul     |      | Haras La Quebrada                              | J. y M.V.                 | Horse racing silks |
| 2000 | Lord Jim             |      | Cristian Quiles      |      | Lode           |      | Clavija           |      | Sucesión de César Pasarotti                    | Don Yeye                  | Horse racing silks |
| 1999 | Asidero              |      | Edwin Talaverano     |      | Fadeyev        |      | Lady Aspasia      |      | Haras de la Pomme                              | La Pomme                  | Horse racing silks |
| 1998 | Señor Juez           |      | Juan Carlos Noriega  |      | Cipayo         |      | Cosquillosa       |      | Pablo Calistri                                 | Raffaella                 | Horse racing silks |
| 1997 | Chullo               |      | Oscar Conti          |      | Equalize       |      | Qué Ilusión       |      | Haras San Pablo                                | San Pablo                 | Horse racing silks |
| 1996 | Malambo Dancer       |      | Horacio Karamanos    |      | Forlitano      |      | Mariache's Dancer |      | Haras Ojo de Agua                              | Fatman                    | Horse racing silks |
| 1995 | Muñecote             |      | Horacio Karamanos    |      | Equalize       |      | Muñeca Gaucha     |      | Haras El Turf                                  | La Verdad                 | Horse racing silks |
| 1994 | Brother Son          |      | Pablo Falero         |      | Parochial      |      | Soplara           |      | Haras Tres Pinos                               | Les Amis                  | Horse racing silks |
| 1993 | Alphard              |      | Juan José Paulé      |      | Just In Case   |      | Alamak            |      | Haras Comalal                                  | Tandil                    | Horse racing silks |
| 1992 | Toquete              |      | José Agüero          |      | Trial by Error |      | Luminaire         |      | Haras El Candil                                | Orión                     |                    |
| 1991 | El Trenzador         |      | Jacinto Herrera      |      | Mat-Boy        |      | Trenzadora        |      | Haras de la Pomme                              | Cabaña Chica              |                    |
| 1990 | Fanatic Boy          |      | Oscar Conti          |      | Mat-Boy        |      | Frau Paula        |      | Haras La Biznaga                               | Bakane's                  | Horse racing silks |
| 1989 | Leger Cat            |      | Miguel Abregú        |      | Logical        |      | Snow Swept        |      | Haras Rosa do Sul                              | Rosa do Sul               | Horse racing silks |